# Neuendettelsau
Neuendettelsau – miejscowość i gmina w Niemczech, w kraju związkowym Bawaria, w rejencji Środkowa Frankonia, w regionie Westmittelfranken, w powiecie Ansbach. Leży około 15 km na wschód od Ansbachu, przy autostradzie A6 i linii kolejowej Windsbach - Ansbach.

## Dzielnice
W skład gminy wchodzą następujące dzielnice: 
| - Aich - Bechhofen - Birkenhof - Froschmühle - Geichsenhof - Geichsenmühle | - Haag - Jakobsruh - Mausendorf - Mausenmühle - Mühlhof - Reuth | - Steinhof - Steinmühle - Watzendorf - Wernsbach - Wollersdorf |

## Współpraca
Miejscowość partnerska:
- Treignac, Francja